# 胡海 (明朝)
胡海（1329年—1391年），字海洋，安徽濠州定遠人。

## 生平
其最初为土豪赤塘王担任总管，后归顺朱元璋。之后击败賈魯兵，攻克泗州、滁州，后渡江攻陷海牙水寨，破陳埜先军队，跟大军攻破集慶、鎮江，击败元将謝國璽，后进攻湖州、宜興、婺州、龍江、安慶、江州。跟随徐达攻下庐州。
胡海驍勇，屢戰屢傷，手足胸腹之间都是伤口，但斗志却越勇，跟从他的士兵无不受激励并效法。朱元璋为了激励他，授花槍上千戶。后跟从大军攻克荊州等地，并胜任寶慶衛指揮僉事，守卫益阳。后跟从楊璟攻占湖南广西，从祁陽进攻永州，首先破城。后攻破四川，平定叛乱。洪武十四年，征战云南，与沐英攻破大理。十七年论功封東川侯。后出征北伐、平定澧州叛乱。洪武二十四年得病身亡。
胡海后代中，长子胡斌，官职龍虎衛指揮使，在征战云南时，战亡。次子胡玉因蓝玉案而连坐受死。三子胡观娶南康公主，为驸马。